# Kamancheh

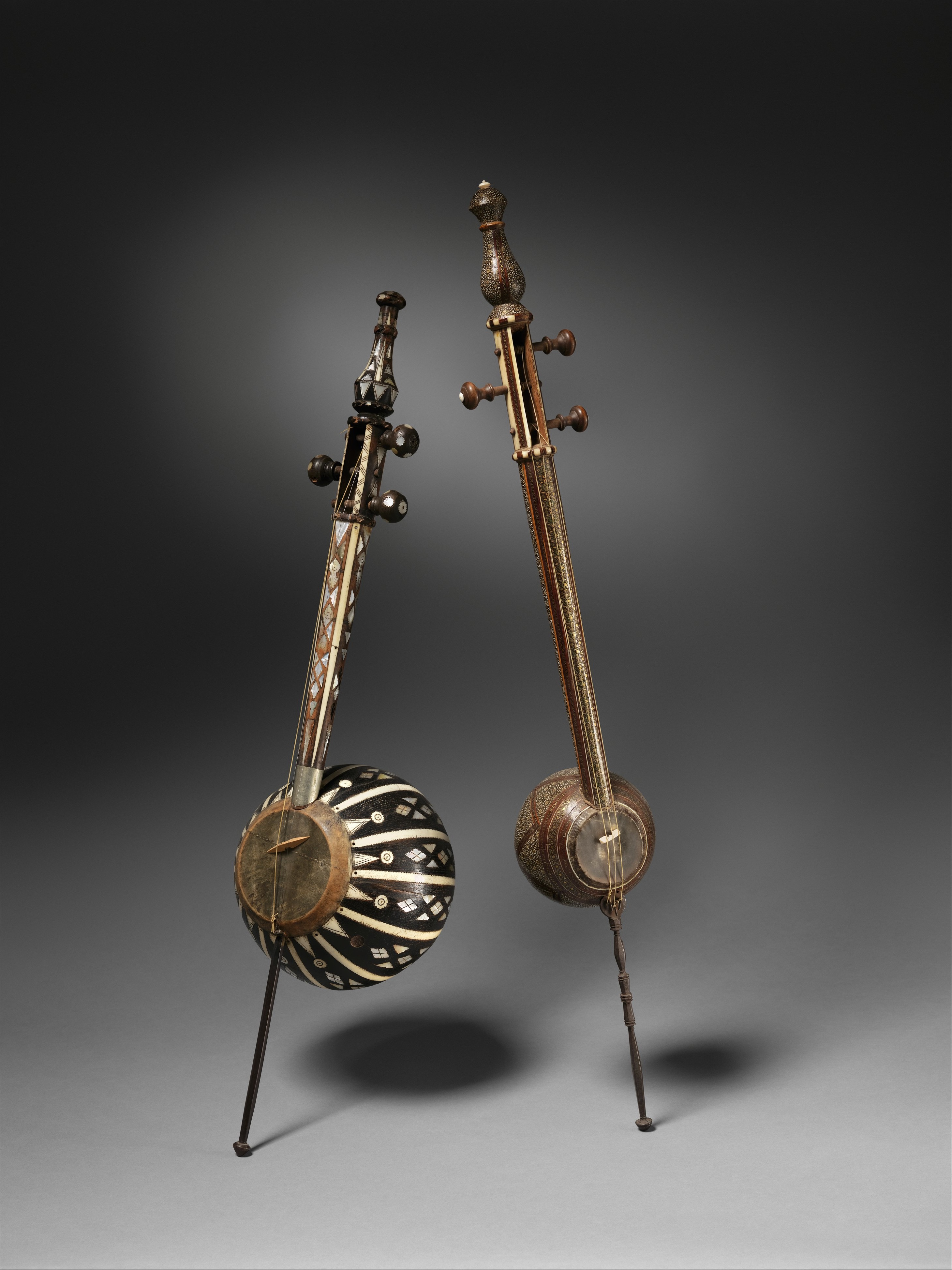
Kamancheh

Il kamancheh (noto anche come kamānche o kamāncha) (in persiano کمانچه‎) è un cordofono iraniano, usato anche in Armenia, Azerbaigian, Turchia e Kurdistan, simile al rebab, lo storico antenato del kamancheh, ma anche alla lira bizantina, antenata della famiglia dei violini. Le corde vengono suonate con una tensione variabile dell'archetto. È ampiamente usato nella musica classica dell'Iran, Armenia, Azerbaigian, Uzbekistan, Turkmenistan e Kurdistan, con leggere variazioni nella struttura dello strumento.
Nel 2017, l'arte di creare e suonare il Kamantcheh/Kamancha è stata inserita tra i patrimoni orali e immateriali dell'umanità dell'UNESCO.

## Nome ed etimologia
Il termine "kamancheh" significa "archetto" in persiano (kæman, arco, e -cheh, diminutivo). Il termine turco kemençe è derivato dal persiano, con la pronuncia adattata dalla fonologia turca. Si tratta anche di uno strumento ad arco, ma la versione turca differisce significativamente per struttura e suono dal kamancheh persiano. C'è anche uno strumento chiamato kabak kemane, letteralmente "strumento ad arco a forma di zucca", usato nella musica turca, che è solo leggermente diverso dal kamancheh persiano

## Storia
Durante le dinastie safavide e Qajar, il kamancheh era uno degli strumenti più importanti e veniva usato nelle celebrazioni di corte. Inoltre, è stato dipinto delle scene celebrative e di guerra, nei periodi mongolo e timuride. Un affresco del palazzo Chehel Sotoun a Esfahan mostra un suonatore di kamancheh tra un gruppo di musicisti di corte nella corte reale. Una scena di banchetto di Scià Abbas II è raffigurata in un dipinto murale in onore di Nader Mohammad Khan emiro del Turkistan nel 1646. Inoltre, una donna che suona il kamancheh è stata dipinta su una parte del palazzo Hasht Behesh a Esfahan.

## Struttura
Il kamanche ha un lungo manico con tastiera che il produttore modella come un cono inverso troncato per facilitare il movimento dell'archetto quando si muove verso il basso. Il manico ha due pioli su entrambi I lati e la parte terminale del manico Tradizionalmente i kamancheh avevano tre corde di seta ma gli strumenti moderni hanno quattro corde di metallo. Il kamancheh può essere artisticamente elaborato con intarsi di avorio in cima al manico in corrispondenza dei pioli dell'accordatura. Lo strumento ha un lungo manico e una cassa armonica inferiore a forma di ciotola, ricavata da una zucca o da un ceppo di legno, solitamente ricoperta da una membrana ricavata dalla pelle di un agnello, capra o qualche volta pesce, su cui è montato il ponticello. Dal basso sporge una punta per sostenere il kamancheh mentre viene suonato, quindi lo strumento viene talvolta chiamato "violino a spillo". Si suona da seduti come un violoncello sebbene si tratti di uno strumento che ha la lunghezza di una  viola. Il perno terminale può appoggiare sul ginocchio o sulla coscia mentre il suonatore sta seduto.

Il kamancheh di solito è accordato come un normale violino (Sol, Re, La, Mi).

## Suonatori di kamancheh famosi
- Sayat-Nova
- Habil Aliyev